# Welshpool
Welshpool (en galés: Y Trallwng []ⓘ) es una ciudad localizada al noreste del condado galés de Powys. Situada a cuatro kilómetros de la frontera galesa-inglesa, y   en la rivera oriental del río Severn, el más largo del Reino Unido. El Canal Unido de Shropshire atraviesa la ciudad. Según la Office for National Statistics (ONS), la población de Welshpool es la cuarta localidad más grande de Powys, después de Newtown, Ystradgynlais y Brecon.

## Topónimo
Su primera mención fue con el nombre en galés, Y Trallwng, cuyo significado es «tierra pantanosa». Hasta 1835, la ciudad era conocida en inglés como Pool («pantano» en el antiguo inglés), pero fue cambiado, para distinguirla de la villa inglesa de Poole en el condado de Dorset. En inglés, Welshpool traduce como «pantano galés».

## Historia
El Castillo Powis, fue construido alrededor de 1477, próximo de Welshpool, al suroeste.
El Welshpool Town Footbal Club fue fundado en 1878 y jugaba en la Premier League de Gales desde 1996 hasta 2010. En 2008 el club cambió su nombre a Technogroup Welshpool Town Football Club, debido a su patrocinador.